# محافظة كالاسين
محافظة كالاسين (بالتايلندية: กาฬสินธุ์) و(بالإنجليزية: Kalasin)‏ هي واحدة من محافظات تايلاند الخمس والسبعين تجاور محافظة ساكون ناخون ومحافظة موكداهان ومحافظة روي إت ومحافظة ماها ساراخام ومحافظة خون كاين ومحافظة ودون تاني.

## الجغرافيا
جغرافيا محافظة كالاسين تتميز بالمناظر الطبيعة الجبلية وفي شمال المحافظة يوجد سد بني لام باو الذي يخزن حوالي 1430 مليون متر مكعب من المياه.

## التاريخ
اظهرت الحفريات انه كانت هناك حياة في المحافظة من قبل 1600 سنة مضت وكانت لقبيلة لاو يذكر انه وبالرغم من هذه الاكتشافات يرجع تاريخ تأسيس أول مدينة إلى 1793 ميلادي.

## الاقتصاد
محافظة كالاسين من المقاطعات المنتجة للارز وكذلك قصب السكر وكذلك تشتهر المحافظة بإنتاج الحرير التايلاندي.

## التقسيمات الادارية
تنقسم محافظة كالاسين إلى 18 مقاطعة رئيسية التي بدورها تنقسم إلى 134 بلدية و 1509 قرية
| 1. موانج كالاسين 2. نا مون 3. كامالاساي 4. رونغ خام 5. كوتشيناراي 6. خاو وونغ 7. يانغ تلات 8. ها ميك 9. ساهاتساخان | 1. خام موانغ 2. ثا كانتو 3. نونغ كونغ ساي 4. سومديت 5. هواي فونج 6. سام تشاي 7. نا كو 8. دون تشان 9. خونغ تشاي |

## شعار
شعار المحافظة يظهر بركة سوداء وجبهة جبال والتي ترمز إلى حدود المحافظة والمياة تعني المياة السوداء وهو معناة اسم كالاسين والغيوم الكبيرة وكذلك المياة ترمز لخصوبة ارض المحافظة.

## أعلام
- ناتاوت سومباتيوتا
- دان شوبونج